# L'Enfant invisible
L'Enfant invisible est un film français d'animation  d'André Lindon sorti en 1984. Il reçoit le Prix du festival d'Espinho 1984 et son prix de la critique.

## Synopsis
Un enfant qui s’ennuie en vacances fait la connaissance d’une sirène transparente.

## Fiche technique
- Titre français : L'Enfant invisible
- Réalisation : André Lindon
- Production : Les Éditions de Minuit
- Animation, images : André Lindon
- Technique : dessin animé
- Musique : Ronan Girre, Jean-Jacques Ruhlmann
- Durée : 63 minutes
- Format : couleur  (Eastmancolor)
- Dates de réalisation : 1978-1983
- Dates de sortie : 7 mars 1984